# Oxytrechus
Oxytrechus is een geslacht van kevers uit de familie van de loopkevers (Carabidae). De wetenschappelijke naam van het geslacht is voor het eerst geldig gepubliceerd in 1927 door Jeannel.

## Soorten
Het geslacht Oxytrechus omvat de volgende soorten:
- Oxytrechus arechavaletae (Putzeys, 1870)
- Oxytrechus balli Allegro, Giachino & Sciaky, 2008
- Oxytrechus bousqueti Mateu, 1991
- Oxytrechus campbelli Mateu, 1991
- Oxytrechus caucaensis Mateu, 1991
- Oxytrechus convexus Mateu, 1991
- Oxytrechus cyathiderus Jeannel, 1954
- Oxytrechus equatorianus Mateu, 1988
- Oxytrechus fasciger (Putzeys, 1870)
- Oxytrechus gitzeni M.Etonti, 2002
- Oxytrechus globosus Mateu, 1991
- Oxytrechus guaguanus Mateu, 1991
- Oxytrechus jeanneli Mateu, 1991
- Oxytrechus lallemandi Jeannel, 1927
- Oxytrechus llanganatisianus Mateu, 1988
- Oxytrechus mateui Allegro, Giachino & Sciaky, 2008
- Oxytrechus moreti Mateu, 1988
- Oxytrechus norae Mateu, 1982
- Oxytrechus onorei Allegro; Giachino & Sciaky, 2008
- Oxytrechus paredesi M.etonti & Mateu, 1992
- Oxytrechus pichinchanus Mateu, 1988
- Oxytrechus pierremoreti Allegro; Giachino & Sciaky, 2008
- Oxytrechus reventadori Moret, 2005
- Oxytrechus silvianus Mateu, 1991
- Oxytrechus solitarius Mateu, 1991
- Oxytrechus vulcanus Mateu, 1988
- Oxytrechus zoiai Casale & Sciaky, 1986